# Kricsfalu
Kricsfalu (ukránul: Кричово [Kricsovo], 1995-ig Кричове [Kricsove]) település Ukrajnában, Kárpátalján, a Técsői járásban.

## Fekvése
Técsőtől északra, a Talabor vize mellett helyezkedik el. Kövesliget, Csománfalva és Darva közt fekvő település.

## Története
Kricsfalu (Kricsfalva) kenézi telepítés volt és valószínűleg a 14. század közepén keletkezett. A falu névadója a Chrich család, a falu telepítője volt.
1375-ben Chrich István és fia Szaniszló Kricsfalva malmát és kenézségét 200 forintért zálogba adta Sztoján jánosnak. Azonban mivel Krics a zálogot nem tudta visszaváltani a falu és a kenézség Sztojáné maradt. 1398-ban Sztoján fiait iktatták be Kricsfalva és Darva birtokába, Kricsfalvi Tihamér és fia Györggyel együtt. Tőlük ered a Kricsfalussy és valószínűleg Sztoján János Sztojka nevű fiától a Sztojka család. A Kricsfalvi nemesek birtokosok voltak a szomszédos Darván és Csomafalván is. és az ő telepítésük volt a Talabor folyó felső folyása mentén fekvő Kalocsamező is.
Kricsfalvának 1910-ben 1384 lakosából 31 magyar, 144 német, 1209 ruszin volt. Ebből 1228 görögkatolikus, 144 izraelita volt. A trianoni békeszerződés előtt Máramaros vármegye Técsői járásához tartozott.